# Митар Радивојевић
Митар Радивојевић (Стопања, 24. новембра 1999) српски је фудбалер, који тренуно наступа за Раднички из Пирота. Његов старији брат, Марко, такође је фудбалер.